# Ann Weber-Corby
Ann Weber-Corby es una deportista estadounidense que compitió en tiro con arco, en la modalidad de arco recurvo. Ganó cuatro medallas en el Campeonato Mundial de Tiro con Arco al Aire Libre, en los años 1958 y 1959.

## Palmarés internacional
| Campeonato Mundial al Aire Libre | Campeonato Mundial al Aire Libre | Campeonato Mundial al Aire Libre | Campeonato Mundial al Aire Libre |
| Año                              | Lugar                            | Medalla                          | Prueba                           |
| -------------------------------- | -------------------------------- | -------------------------------- | -------------------------------- |
| 1958                             | Bruselas (Bélgica)               | Medalla de oro                   | Equipo                           |
| 1958                             | Bruselas (Bélgica)               | Medalla de plata                 | Individual                       |
| 1959                             | Estocolmo (Suecia)               | Medalla de oro                   | Individual                       |
| 1959                             | Estocolmo (Suecia)               | Medalla de oro                   | Equipo                           |